# Obdam
Obdam – była gmina w Holandii, w prowincji Holandia Północna. Jednostkę zniesiono 1 stycznia 2007, łącząc ją z gminą Wester-Koggenland. Powstała wówczas gmina Koggenland. Obszar nieistniejącej jednostki terytorialnej znalazł się w granicach miast i wsi, takich jak: Berkmeer, Obdam, Hensbroek oraz Wogmeer. Od 1503 do 1665 teren gminy był w posiadaniu rodziny van Duvenvoorde.
W 2005 roku gminę zamieszkiwało ok. 6,8 tys. mieszkańców.